# Walter Sohst
Walter Sohst (* 23. Februar 1898 in Kissitten, Ostpreußen; † 14. November 1964 in Kiel) war ein deutscher Polizeibeamter und SS-Führer.

## Leben und Wirken
Sohst wurde als drittes von fünf Kindern des Rittergutspächters Hugo Sohst (1867–1928) und seiner Ehefrau Emma, geborene Blunk (* 1874), geboren. Seine Schulausbildung erhielt er am Volksgymnasium in Bartenstein und später am kreishöfischen Gymnasium in Königsberg, die er bei Ausbruch des Ersten Weltkriegs mit der Obersekundareife verließ. Die Primanoreife holte er später nach.
Am Weltkrieg nahm Sohst zunächst mit einer Fliegerabteilung, später mit der Infanterietruppe teil. Fronteinsätze erlebte er unter anderem vor Verdun und während der Frühjahrsoffensive von 1918. Im Krieg wurde er unter anderem mit dem Eisernen Kreuz beider Klassen und dem Mecklenburgischen Verdienstorden ausgezeichnet. Nach dem Krieg, aus dem er als Leutnant zurückkehrte, gehörte er bis September 1919 dem Freikorps Osterroht an. In der Zeit der Weimarer Republik verdiente Sohst seinen Lebensunterhalt als Schlosser, Konstrukteur und Besitzer einer Fahrschule. Später arbeitete er in der Filmtechnik.
Am 23. März 1932 wurde Sohst Mitglied der NSDAP (Mitgliedsnummer 1.090.541) und am 1. September 1932 Mitglied der SS (SS-Nr. 36.087), in der er bis 1933 den Rang eines SS-Untersturmführers erreichte. Am 1. November 1932 wurde Sohst zum Berliner Verbindungsmann zwischen dem Reichsführer SS Heinrich Himmler, der damals hauptsächlich in München tätig war, und dem Berliner SS-Führer Kurt Daluege ernannt. Als kurz nach dem Machtantritt der Nationalsozialisten im Frühjahr 1933 die Geheime Staatspolizei (Gestapo) gegründet wurde, wurde dieser in Berlin eine SS-Hilfspolizei als Unterstützungstruppe zugeordnet. Als Chef der SS-Hilfspolizei konnte Himmler Sohst als seinen persönlichen Verbindungsmann zum Geheimen Staatspolizeiamt (Gestapa) in dieser Behörde unterbringen. Sohst erhielt in dieser Funktion den Titel eines Verbindungsmanns des Sonderkommissars für SS-Hilfspolizei.
Da die Geheime Staatspolizei 1933 noch von Rudolf Diels, einem Gefolgsmann Hermann Görings, mit dem Himmler damals im Machtkampf um die Kontrolle der Gestapo stand, geleitet wurde, funktionierte Sohst im Geheimen Staatspolizeiamt als eingeschleuster Maulwurf, der unter anderem mit Walter Patschowsky und Josef Pospischil die Stellung von Diels als Amtsleiter systematisch von innen erschüttern sollte, um so eine Übernahme der Gestapo durch Himmlers SS in die Wege zu leiten. So fertigte Sohst beispielsweise Kopien von Unterlagen der Gestapo an, die von Diels nicht zur Weitergabe an den Sicherheitsdienst der SS (SD) gedacht waren, und übermittelte diese an diesen. Die Anstrengungen von Sohst und seinen Mitarbeitern waren schließlich von Erfolg gekrönt: Im April 1934 wurde Diels durch Himmlers Gefolgsmann Reinhard Heydrich als Leiter des Gestapo abgelöst.
In Heydrichs Gestapo – beziehungsweise im SD-Hauptamt, das im selben Gebäudekomplex untergebracht war – übernahm Sohst in der Folgezeit den Befehl über ein spezielles Rollkommando, das persönliche Feinde und frühere Komplizen Diels’ aufzuspüren und zu beseitigen hatte. Der abtrünnige Gestapo-Mitarbeiter Hansjürgen Koehler beschrieb Sohst in seinem 1940 in London veröffentlichten Buch Inside the Gestapo für diese Zeit:
„Als hochgewachsener, schlanker und gut gekleideter Mann ist er der Typus des preußischen Offiziers. Mit seinem ovalen Gesicht, hellen Augen und Augenbrauen, seinem kurzgeschnittenen blonden Haar und schmalen Lippen ist er ein Norddeutscher wie er im Buche steht. Er ist außerdem ein Zyniker und grimmiger Possenreißer. Dieses notorische Mitglied des Sicherheitsdienstes der SS wurde mehrfach wegen seiner Grausamkeit und wegen seiner Zügellosigkeit verwarnt, zweimal wurde er sogar zeitweise suspendiert. Im Krieg wurde er mit zahlreichen Orden ausgezeichnet, die er auch verdient hat. Nach dem Krieg war er aber nicht in der Lage einen Platz für sich in der gewandelten Welt zu finden. Also blieb er ein Killer und Folterknecht. Es mutet dabei recht komisch an, dass ein solcher Mann sich mit ganzer Hingabe einem ganz uncharakteristischen Hobby widmet: Er tüftelt in seiner Werkstatt herum, wo er versucht elektrische und funktechnische Geräte zu erfinden. Selbst bei seinen Kameraden in der SS ist er verhasst und gefürchtet.“
Vom 30. Januar 1935 bis zum 27. September 1939 war Sohst, der mit der Ernennung zum SS-Standartenführer am 30. Januar 1939 den Höhepunkt seiner SS-Karriere erreichte, Leiter des Hauptamtes Technik im SD-Hauptamt - HA I 14. Während des Zweiten Weltkriegs hatte er eine Führungsposition bei den Skoda-Werken im Protektorat Böhmen und Mähren inne, die zu dieser Zeit auf die Produktion von Munition und von Instrumenten für die Luftfahrtindustrie umgestellt waren.
Bei Kriegsende geriet Sohst im Mai 1945 in tschechoslowakische Gefangenschaft: Er wurde zu einer Gefängnisstrafe von fünfzehn Jahren verurteilt. In den folgenden zehn Jahren wurde er in Gefängnissen in Mürau und Troppau gefangen gehalten. Von dort aus arbeitete er als Konstrukteur für die tschechische Industrie und bediente das Röntgengerät in der Gefängnis-Krankenstation. Außerdem soll er den Tschechen Erfindungen angeboten haben wie eine Kamera, die auch im Dunkeln Fernaufnahmen machen konnte, sowie ein Panzerabwehrgerät. 
1955 wurde Sohsts Haftstrafe auf zehn Jahre herabgesetzt, so dass er bereits im Juli 1955 nach Deutschland zurückkehren durfte. Er ließ sich im Juli 1955 in dem Dorf Kleinwaabs (damals Klein Waabs) in Waabs nieder. Danach ging er nach Eckernförde. Er verstarb im Jahr 1964 in Kiel.

## Beförderungen
- 5. März 1933: SS-Sturmführer
- 1. September 1933: SS-Obersturmführer
- 9. September 1934: SS-Hauptsturmführer
- 20. April 1935: SS-Sturmbannführer
- 20. April 1937: SS-Obersturmbannführer
- 30. Januar 1939: SS-Standartenführer